# Aristide Rinaldini
Aristide Rinaldini (Montefalco, 5 februari 1844 - Rome, 10 februari 1920) was een Italiaans geestelijke en kardinaal van de Rooms-Katholieke Kerk.

## Opleiding en intrede in diplomatieke dienst
Rinaldini bezoch het seminarie van het Vaticaan van 1860-1862 en ging vervolgens naar het Collegio Capranica in Rome. Aan de Pauselijke Gregoriaanse Universiteit behaalde Rinaldini een licentiaat in de theologie en een doctoraat in de filosofie. Hij werd op 6 juni 1868 tot priester gewijd om vervolgens een loopbaan te beginnen binnen de diplomatieke dienst van de Heilige Stoel. Hij was van 1868 tot 1872 secretaris van de apostolische nuntiatuur in Lissabon. In 1872 werd hij met behoud van dezelfde functie overgeplaatst naar de nuntiatuur in België. Hij bleef in België, nu in de rol van waarnemer, of spion, toen het liberale kabinet van Walthère Frère-Orban de diplomatieke betrekkingen met het Vaticaan had verbroken en de nuntius Serafino Vannutelli zich gedwongen zag Brussel te verlaten. Toen de relaties tussen België en de Heilige Stoel waren hersteld, bleef Rinaldini op zijn post, nu als chargé d'affaires. In 1887 verleende paus Leo XIII hem het ereambt van apostolisch protonotaris ad instar participantium. In hetzelfde jaar werd Rinaldini internuntius in Nederland en vanaf 1891 ook in Luxemburg. Van 1893 tot 1896 werkte hij als substituut, dat wil zeggen als onderprefect, op het Staatssecretariaat van de Heilige Stoel.

## Aartsbisschop en kardinaal
Paus Leo XIII benoemde Rinaldini in 1896 tot titulair aartsbisschop van Hereclea in Europa en tot nuntius in België. In 1899 werd hij nuntius op de prestigieuze post in Madrid. Hij ontving zijn bisschopswijding uit handen van kardinaal-staatssecretaris Mariano Rampolla del Tindaro. Paus Pius X creëerde hem kardinaal in het consistorie van 15 april 1907. De San Pancrazio werd zijn titelkerk. Hij nam deel aan het conclaaf van 1914 dat leidde tot de verkiezing van paus Benedictus XV, eens de medewijdeling van Rinaldini. De kardinaal overleed in 1920 en werd begraven in de kapel van de Sint-Pietersbasiliek op Campo Verano.
- Virtual International Authority File: 315694566